# تتن-سور-نیه
تتن-سور-نیه (به فرانسوی: Teting-sur-Nied) یک کمون در فرانسه است که در Canton of Faulquemont واقع شده‌است.

## خصوصیات
تتن-سور-نیه ۹٫۸۳ کیلومترمربع مساحت و ۱٬۳۱۷ نفر جمعیت دارد.